# Самохвалов, Иосиф Иванович
Иосиф Иванович Самохвалов (1918—1981) — командир эскадрильи 825-го штурмового авиационного полка (225-я штурмовая авиационная дивизия, 15-я воздушная армия, 2-й Прибалтийский фронт), Гвардии капитан. Герой Советского Союза (1944).

## Биография
Родился 17 апреля 1918 года в селе Южаково, ныне Троицкого района Алтайского края, в семье крестьянина. Русский.
Окончил 7 классов средней школы, 3 курса Бийского лесотехнического техникума и аэроклуб.
В Красной Армии — с августа 1940 года. В 1941 году окончил Пермскую военную авиационную школу. Служил инструктором в 12-й военной авиационной школе первоначального обучения Приволжского военного округа. В действующей армии — с 1 января 1942 года. Член ВКП(б)/КПСС с 1942 года.
Воевал на Юго-Западном, Сталинградском, Южном, Северо-Кавказском, Ленинградском фронтах и в отдельной Приморской армии. Командир звена 618-го штурмового авиационного полка старший лейтенант Самохвалов И. И. в 1943 году на «Ил-2» таранил самолёт противника, за что награждён орденом Ленина. К августу 1944 года капитан Иосиф Самохвалов совершил 710 боевых вылетов на штурмовку войск противника (из них 598 — на «По-2», 112 — на «Ил-2»).
После войны продолжал службу в ВВС СССР. В 1954 году окончил Военно-воздушную академию. С 26 апреля 1958 года подполковник Самохвалов — в запасе.
Работал директором совхоза в городе Зернограде Ростовской области.
Умер 8 августа 1981 года, похоронен в Зернограде.

## Память
- Именем Самохвалова названы совхоз и улица в Зернограде.

## Награды
- Звание Героя Советского Союза с вручением ордена Ленина и медали «Золотая Звезда» (№ 5011) Иосифу Ивановичу Самохвалову присвоено 26 октября 1944 года.
- Награждён ещё одним орденом Ленина, двумя орденами Красного Знамени, орденом Александра Невского, двумя орденами Отечественной войны 1 степени, двумя орденами Красной Звезды, а также медалями.